# ウィリアムズ郡 (ノースダコタ州)
ウィリアムズ郡（英: Williams County）は、アメリカ合衆国ノースダコタ州の北西部に位置する郡である。2010年代に石油ブームによる人口増加が著しく、2020年国勢調査での人口は40,950人で、2010年の22,398人から82.83％増加し、州内はもとより、全米でも南隣のマッケンジー郡に次いで2番目に人口増加率の高い郡であった。郡庁所在地はウィリストン市（人口29,160人）であり、同郡で最多の人口を抱える自治体でもある。
ウィリアムズ郡は1郡のみでウィリストン小都市圏を構成している。

## 歴史
ノースダコタ州の歴史の中で2つのウィリアムズ郡があった。最初のものは1873年に創設され、ミズーリ川の南岸、現在のダン郡とマーサー郡がある近くにあった。2番目のウィリアムズ郡は1891年にノースダコタ州議会によって創設され、現在のウィリアムズ郡とディバイド郡を含んでいた。郡名はダコタ準州およびノースダコタ州双方の議会議員を務めた州都ビスマーク出身の政治家エラスツス・アップルマン・ウィリアムズに因んで名付けられた。
郡政府は1891年12月8日に組織化され、その時以来一貫してウィリストンが郡庁所在地になっている。

## 地理
アメリカ合衆国国勢調査局に拠れば、郡域全面積は2,148平方マイル (5,563 km2)である。このうち陸地は2,070平方マイル (5,361 km2)、水域は78平方マイル (202 km2)で水域率は3.61％である。
ミズーリ川の貯水池サカカウェア湖が郡南境界に接してある。リトルマディ・クリークはその全体が郡内にある。イエローストーン川とミズーリ川の合流点がウィリストンの西にある。
ユニオン砦交易基地国立歴史史跡がモンタナ州との州境沿い、ミズーリ川に沿った郡内にある。

### 主要高規格道路
- アメリカ国道2号線
- アメリカ国道85号線
- ノースダコタ州道40号線
- ノースダコタ州道50号線
- ノースダコタ州道1804号線

### 隣接する郡
- ディバイド郡 - 北
- バーク郡 - 北東
- マウントレイル郡 - 東
- マッケンジー郡 - 南
- ルーズベルト郡 (モンタナ州) - 南西
- シェリダン郡 (モンタナ州) - 西

### 国立保護地域
- ユニオン砦交易基地国立歴史史跡（部分）
- ザール湖国立野生生物保護区

## 人口動態
以下は2000年国勢調査による人口統計データである。
| 基礎データ - 人口: 19,761人 - 世帯数: 8,095 世帯 - 家族数: 5,261 家族 - 人口密度: 4人/km2（10人/mi2） - 住居数: 9,680軒 - 住居密度: 2軒/km2（5軒/mi2） 人種別人口構成 - 白人: 92.95% - アフリカン・アメリカン: 0.12% - ネイティブ・アメリカン: 4.40% - アジア人: 0.18% - 太平洋諸島系: 0.01% - その他の人種: 0.14% - 混血: 2.21% - ヒスパニック・ラテン系: 0.94% 先祖による構成 - ノルウェー系：48.3％ - ドイツ系：22.0％ 年齢別人口構成 - 18歳未満: 26.2% - 18-24歳: 7.8% - 25-44歳: 25.5% - 45-64歳: 24.0% - 65歳以上: 16.5% - 年齢の中央値: 40歳 - 性比（女性100人あたり男性の人口） - 総人口: 96.2 - 18歳以上: 93.6 | 世帯と家族（対世帯数） - 18歳未満の子供がいる: 31.2% - 結婚・同居している夫婦: 53.3% - 未婚・離婚・死別女性が世帯主: 8.8% - 非家族世帯: 35.0% - 単身世帯: 30.9% - 65歳以上の老人1人暮らし: 13.1% - 平均構成人数 - 世帯: 2.38人 - 家族: 2.99人 収入と家計 - 収入の中央値 - 世帯: 31,491米ドル - 家族: 39,065米ドル - 性別 - 男性: 29,884米ドル - 女性: 19,329米ドル - 人口1人あたり収入: 16,763米ドル - 貧困線以下 - 対人口: 11.9% - 対家族数: 9.6% - 18歳未満: 16.5% - 65歳以上: 8.1% |

## 経済
ウィリアムズ郡の主要経済は農業と石油である。ノースダコタ州西部の郡と同様にウィリストン盆地のバーケン地層が露出しており、石油の埋蔵が見込まれている。

## 都市と町

### 都市
- ウィリストン - 郡庁所在地
- アラモ
- エッピング
- グレノラ
- レイ
- スプリングブルック
- タイオーガ
- ワイルドローズ

注: ノースダコタ州の法人化された自治体は、その大きさに拠らず全て「市」になる

### その他の町
- ビュフォード
- ハンクス
- マクレガー
- トレントン
- ウィーロック
- ザール

### 郡区
| - アラモ - アセンズ - バービュート - ビッグメドウ - ビッグストーン - ブラックテイル - ブルーリッジ - ボーントレイル - ブルックリン - ビュフォード - ブルビュート - チャンピオン - クライマックス - カウクリーク - ドライフォーク | - ダブリン - イーストフォーク - イージプト - エリスビル - イクオリティ - ファームベール - ゴールデンバレー - グッドラック - グレノラ - ハンクス - ハードスクラブル - ヘイゼル - ヘブロン - ジャドソン - リンダール | - ランズランディング - マーシャル - マクレガー - ミズーリリッジ - モント - ニューホーム - オリバー - オーセル - プレザントバレー - レインボウ - ロックアイランド - ラウンドプレイリー - ソークバレー - スコリオ - サウスメドウ | - スプリングブルック - ストーニークリーク - ストランダール - タイオーガ - トレントン - トルアクス - トウェルブマイル - タイロン - ビュー - ウェストバンク - ウィーロック - ウィリストン - ウィナー - ザール |

### 廃止された郡区
- ホフランド[6]